# El eco de la nada
El Eco de La Nada es el cuarto álbum de estudio del dúo mexicano de rock Reyno lanzado el 28 de septiembre de 2021 por Universal Music Éste fue el último trabajo discográfico como dúo después de la salida del baterista y bajista Pablo Cantú, quién dejaría el proyecto 2 años después.

## Historia
Luego de grabar el álbum en vivo "Todo Permanece" el dúo graba su cuarto álbum de estudio a principios de 2020, pero debido a la pandemia de COVID-19 tuvieron que suspender sus actividades y cada uno creó su proyecto en solitario atrasando la fecha de lanzamiento.
Fue grabado en Estudios "Codependiente" en Ciudad de México y producido por Christian Jean y Pablo Cantú. 
El 7 de junio de 2021 a través de Instagram se compartieron las doce canciones del nuevo disco junto a un visual y un compendio de cada canción sin fecha de lanzamiento.
El 29 de junio sale el primer sencillo "El Eco de la Nada" acompañado de un videoclip dirigido por el director y artista visual británico Alex Rutterford. Meses posteriores saldrían los sencillos Solución, Musa, Repetición y Persiguiendo un instante.

## Álbum
El disco tiene un sonido más psicodélico con sintetizadores puntuales, riffs de guitarra repetitivos y bajos más presentes, con letras introspectivas y una mantra vocal.
La interpretación vocal está más enfocada a la idea de contar una historia e incluso entablar un diálogo entre el protagonista de la canción y sus propios pensamientos. El dúo describe esta historia como el personaje principal repitiendo una especie de mantra, todo relacionado con la idea de los ciclos y la forma de ver al mundo.

## Lista de canciones
Todas escritas y compuestas por Reyno 

| N.º   | Título                     | Duración |  |
| 1.    | «Detonador»                | 3:40     |  |
| 2.    | «Solución»                 | 3:46     |  |
| 3.    | «Nunca Te Amé»             | 3:04     |  |
| 4.    | «Repetición»               | 3:18     |  |
| 5.    | «Resplandor»               | 3:16     |  |
| 6.    | «Musa»                     | 3:15     |  |
| 7.    | «El Eco de la Nada»        | 2:55     |  |
| 8.    | «No Necesito Más»          | 2:23     |  |
| 9.    | «Magnitud»                 | 3:41     |  |
| 10.   | «Persiguiendo Un Instante» | 3:26     |  |
| 11.   | «Abismo»                   | 3:44     |  |
| 12.   | «La Magia de Lo Real»      | 5:26     |  |
| 42:01 |                            |          |  |

## Créditos

### Reyno
Christian Jean - Voz, Guitarra, Batería, Sintetizadores, Teclados, Productor. 
Pablo Cantú - Voz, Batería, Coros, Ingeniero de mezcla, Piano, Sintetizadores, Productor. 

### Invitados
Santiago Carranza - Bajo.

### Ficha Técnica
Santiago Carranza - Ingeniero de grabación. 
Greg Calbi - Masterización. 
David Pesina - Asistente de mezcla y grabación.
Erick Villagrana - Asistente de mezcla y grabación. 